# أولاد الليل (مسلسل)
أولاد الليل مسلسل درامي مصري من إنتاج سنة 2007 وإخراج رشا شربتجي، وتأليف ماهر جلو، وسيناريو وحوار محمد سليمان، وإنتاج سيد أحمد الجابري، وعمرو الجابري، ومن بطولة جمال سليمان، غادة عبد الرازق، روجينا، خيرية أحمد، علاء مرسي، شيرين حسني، مها أبو عوف، سعد أردش، سميرة عبد العزيز، سعيد عبد الغني، حسن كامي، وداليا إبراهيم. عُرض المسلسل لأول مرةٍ في 12 سبتمبر 2007، ويتكون من 35 حلقة.

## ملخص القصة
تدور أحداث المسلسل حول حياة الشاب "سعيد" الذي يعمل في تجارة الأنتيكات مع عمه "سلطان" في أسواق بورسعيد، ومعاناته حول التوفيق بين عمله وأسرته بعد طلاقه، ولكن بعد ظهور رجل غامض يشيع الفساد في السوق تنقلب حياته رأسًا على عقب.

## طاقم التمثيل
- جمال سليمان[1]
- روجينا
- غادة عبد الرازق
- مدحت تيخا
- منحة زيتون
- علاء زينهم
- خيرية أحمد
- نجوى فؤاد
- سعيد عبد الغني
- مها أبو عوف
- علاء مرسي
- فايق عزب
- أحمد راتب
- حسن كامي
- سميرة عبد العزيز
- منى المراغي
- منى العطار

## ملخص الحلقات
يتكون المسلسل من 35 حلقة متصلة، بُثت أول حلقة في 12 سبتمبر 2007.
| تفاصيل الحلقة | تفاصيل الحلقة    | تفاصيل الحلقة |
| رقم الحلقة | تاريخ العرض      |               |
| 01 | 12 سبتمبر 2007 م |               |
| --- | ---------------- | ------------- |
| سعيد يتدخل لسداد دين كان بواسطة الحاج سلطان مقابل إيصال أمانة منه، الغول يحذر سعيد من استمراره العمل مع سلطان.                                                                                         |                  |               |
| 02 | 13 سبتمبر 2007 م |               |
| سعيد يهدد عزام برفد سلطان له لإهماله عمله، فوزي ينفذ مع القرش عملية تهريب بضاعة جديدة بمساعدة كان، ويتفق سعيد على شراء فيلا جديدة.                                                                     |                  |               |
| 03 | 14 سبتمبر 2007 م |               |
| القرش يغمر السوق بالطعام المهرب بأسعار قليلة بمساعدة كان وتشيع الفوضى وتمرض الناس بعدها، والدة سعيد تلومه على طلاق قتم بعد شجاره معها بسبب رعايتها لابنتهما صفاء ودخولها شقته في غيابه.                |                  |               |
| 04 | 15 سبتمبر 2007 م |               |
| الشرطة تقتحم السوق ويفتشون المحلات بسبب البضاعة الفاسدة، وسعيد يستلم حمولة غامضة لأجل سلطان الذي يعمله بما حدث بالسوق ويخططا لإكتشاف من وراء تهريب البضاعة الفاسدة لحماية أنفسهم.                      |                  |               |
| 05 | 16 سبتمبر 2007 م |               |
| سلطان وسعيد يحبسا كان وعجة بدكانة، وعاطف طليق قتم يزورها ويعرض على عزام العمل معه، سعيد يحطم أحلام قتم بالعودة لزواجهما، وأبو قرش يبحث عن طريقة لتجنيد مساعد سلطان ضده.                                |                  |               |
| 06 | 17 سبتمبر 2007 م |               |
| نوجة تقابل سعيد أثناء بحثها عن كان فيطلق سراحه، كان يتعاون مع عزام ويجعله ينقل له بضاعة بينما تتعجب قتم من حصول عزام على المال.                                                                        |                  |               |
| 07 | 18 سبتمبر 2007 م |               |
| القرش يسلم عزام عربون مقابل جلبه مفتاح وكالة سلطان، تزداد قتم حزنًا لتمسك سعيد بالطلاق، يقتحم كان وعجة والقرش الوكالة ويضعوا بها صندوق غامضة ولكن يراهم حندق.                                           |                  |               |
| 08 | 19 سبتمبر 2007 م |               |
| سعيد وسلطان يجدا صندوق الدولارات المزيفة بالوكالة ويتخلصا منه قبل وصول الشرطة، بعد اكتشاف سعيد أن عزام من سلمهم المفتاح يعتدي عليه بالضرب ويسقط صفوان ابن سعيد القعيد من على السلم.                    |                  |               |
| 09 | 20 سبتمبر 2007 م |               |
| سعيد يطرد كان وعزام من السوق، سلطان يحذر الغول من التعاون مع القرش ويراقبهما فوزي ويمرض سلطان بعدها وينقل للمشفى ويكلف سعيد بعمله نيابة عنه، قتم تغضب من زيارة نجاة لسعيد.                             |                  |               |
| 10 | 21 سبتمبر 2007 م |               |
| أثناء سفر سعيد إلى الإسكندرية يعود كان إلى السوق فيرسل رجاله لضرب كان وإفساد بضاعة القرش ووقف بيعها، وسعيد يتم صفقة جديدة مع ديفيد.                                                                    |                  |               |
| 11 | 22 سبتمبر 2007 م |               |
| تقبض الشرطة على كان لإثارته المتاعب فتلجأ نجاة إلى سعيد لإخراجه مما يجعل كان يضربها بعد خروجه ويقرر تزويجها إلى عجة، نجاة تهرب من المنزل وتلجأ إلى سعيد فيخفيها بمنزله مع والدته.                      |                  |               |
| 12 | 23 سبتمبر 2007 م |               |
| نوجة تساعد أم سعيد في أعمال المنزل بينما يستمر كان في البحث عنها، وتستمر غيرة قتم في الازدياد بسبب مبيت نوجة بمنزل سعيد وتسافر مع عزام إلى طليقها عاطف لتتوسط له بتوظيف عزام.                          |                  |               |
| 13 | 24 سبتمبر 2007 م |               |
| قتم ترفض العودة إلى عاطف مقابل توظيفه لعزام، سعيد يتدخل للدفاع عن نوجة بعد اهانة قتم لها وبعد اكتشاف قتم لهروب نوجة من منزل أخيها تذهب إلي كان وتبلغه بموقعها.                                         |                  |               |
| 14 | 25 سبتمبر 2007 م |               |
| بسبب إثارة كان للفضائح بمنزل سعيد، يعلن الأخير عن رغبته بالزواج منها ولكن يواجه رفض سلطان تلك الخطبة مما يمنع سعيد من الوفاء بوعده وتواجه نوجة ألسن الناس.                                             |                  |               |
| 15 | 26 سبتمبر 2007 م |               |
| عزيزة تتدخل لتغيير موقف سلطان من الزيجة وسعيد يخطب نوجة ويشترط كان عليهما عودته لعمله بالسوق. |                  |               |
| 16 | 27 سبتمبر 2007 م |               |
| أثناء زفاف سعيد ونجاة، تحاول قتم الانتحار ولكنها تنجو بعد نقل سعيد لها إلى المشفى وتبدأ المشاكل بين سعيد ونجاة، ويستعد القرش وفوزي لعملية جديدة بعد عودة كان للسوق ويعرضا على الغول شراء دكانه.        |                  |               |
| 17 | 28 سبتمبر 2007 م |               |
| سعيد يقنع نوجة بحبه لها ويسافر معها وقتم تصطحب أولادها إلى شقتها دون علم سعيد، يحتفظ كان بمهر نجاة بمنزله ويقنعه القرش بالبدء بعمل مشترك ويسلمه فوزي مبلغ مالي مقابل شراء دكان الغول.                  |                  |               |
| 18 | 29 سبتمبر 2007 م |               |
| سعيد يتشاجر مع أمه بسبب انتقال ولداه صفاء وصفوان إلى شقة قتم ويعيدهما، تستمر قتم في جلب المتاعب إلى سعيد، ويسعى سعيد إلى اتمام عملية بيع غامضة مع سلطان، القرش يستولى على دكان الغول رغم أنفه.         |                  |               |
| 19 | 30 سبتمبر 2007 م |               |
| الغول يكتشف خديعة فوزي ويأخذ من فوزي تعويض عن المحل، قتم تلجأ إلى محامية لكي تحصل على حضانة ابنائها وتستمر في استفزاز نجاة لإثارة غيرتها ويتعجب سعيد من شراء كان لدكان الغول.                          |                  |               |
| 20 | 1 أكتوبر 2007 م  |               |
| تظهر معالم الثراء عليه ويحضر دينه وديون معظم أصحاب الدكاكين لسلطان فيتعاونوا معه وينقلبوا ضد سلطان وسعيد، المحامية شرين تزور عزيزة ونجاة في محاولة الصلح بين سعيد وقتم.                                |                  |               |
| 21 | 2 أكتوبر 2007 م  |               |
| سعيد يكتشف من عجة تعاون كان مع القرش ويهدد نجاة بالطلاق في حالة زيارتها منزل كان، والقرش يحذر فوزي من فضح سعيد له، كان يفتتح دكانه.                                                                    |                  |               |
| 22 | 3 أكتوبر 2007 م  |               |
| قتم ترفع قضية حضانة لأطفالها، سلطان يخفي صورة له مع الغول وفوزي وأبو سلطان، ويصل صبحي وزميلته ويسجلا لقاء مع صفوان، فوزي يحفر نفق ويقتحم دكان سلطان.                                                   |                  |               |
| 23 | 4 أكتوبر 2007 م  |               |
| سلطان يختفي بعد مواجهة فوزي له في الدكان، وسعيد يعثر على الخزنة مفتوحة ويجد صورة سلطان ويواجه بها وردة ويسعى لكشف علاقتهما.                                                                            |                  |               |
| 24 | 5 أكتوبر 2007 م  |               |
| وردة تطالب سعيد بإغلاق الدكان وتسليمها متعلقات سلطان ويفاجئان بعدها بأن سلطان ترك وصية بتنازله عن ثروته لسعيد في حالة اختفائه.                                                                         |                  |               |
| 25 | 6 أكتوبر 2007 م  |               |
| وردة تتعاون مع فوزي للإطاحة بسعيد، وبعد فشل قضية قتم تتغنج على كان لإثارة غضب سعيد، سعيد يماطل ديفيد في إتمام صفقته مع سلطان، يعود عماد الغول لاكتشاف من نصب على والده.                                |                  |               |
| 26 | 7 أكتوبر 2007 م  |               |
| سعيد يعلم صبحي بأنه كان يعمل مع سلطان ببيع الأثار وصعوبة إبلاغ الشرطة عن اختفاء سلطان، كان وقتم يعقدا قرانهما مما يثير غضب سعيد بسبب سوء أخلاقه وتغادر نجاة منزله.                                     |                  |               |
| 27 | 8 أكتوبر 2007 م  |               |
| سعيد يعرض على كان إطلاق يده في السوق مقابل أن يدل على مكان فوزي، ديفيد يغضب من تأخير تسليم سعيد التمثال له، قتم تماطل في تحديد ليلة الزفاف.                                                            |                  |               |
| 28 | 9 أكتوبر 2007 م  |               |
| سعيد يصالح نجاة، ويستجوب الغول عن فوزي ويطلب من الغول صنع نسخة من التمثال المسروق، فوزي يعلم سعيد عن مقتل توفيق أثناء عملية تهريب آثار وتم القبض على فوزي وسلطان سرق المال ويعرض عليه التعاون معًا.     |                  |               |
| 29 | 10 أكتوبر 2007 م |               |
| سعد يرسل رجال لضرب كان وتحطيم محله ويدافع عنه ليحظى امتنانه، فوزي يحذر كان من التلاعب به بعد اكتشافه بيعه بضائع مهربة جديدة دون عمله، فوزي يلح على سعيد للعمل معه بينما يتعاون مع دومة.                |                  |               |
| 30 | 11 أكتوبر 2007 م |               |
| كان يضرب قتم بعد تهربها من إتمام الزفاف فتلجأ إلى سعيد لمساعدتها مما يخلق الشجار بينه وبين نجاة، ودومة يشعل النار بدكان سلطان والشرطة تستجوب سعيد تتشاجر وردة مع فوزي لحرقه الدكان.                    |                  |               |
| 31 | 12 أكتوبر 2007 م |               |
| سعيد يضرب نجاة بعد شجارها معه بسبب كان، فوزي يقتل كان وبعدها يجده سعيد وتراه نجاة فتقبض عليه الشرطة وتبلغه بعثورهم على جثة سلطان بالدكان بعد بلاغ من مجهول بمكان الجثة.                                |                  |               |
| 32 | 13 أكتوبر 2007 م |               |
| الشرطة تحقق مع سعيد وتشهد نجاة ضده بينما يحاول ديفيد الضغط على سعيد رغم وجوده بالسجن، فوزي يقابل محامي سعيد ويعقد معه اتفاقًا للتخلي عنه، ويطلب من وردة رفع قضية على سعيد لرد أملاك سلطان وتسليمه حصته. |                  |               |
| 33 | 14 أكتوبر 2007 م |               |
| سعيد يبحث عن طريقة لإثبات براءته ويدرك معلومات تاريخية عن التمثال، ديفيد يخطف صفوان للضغط على سعيد فيبحث الأخير عن طريق للهرب.                                                                         |                  |               |
| 34 | 15 أكتوبر 2007 م |               |
| سعيد يهرب من السجن ويلجأ إلى الغول ويستلم منه نسخة التمثال ويعيد صفوان إلى منزله. |                  |               |
| 35 | 16 أكتوبر 2007 م |               |
| سعيد يهرّب أسرته وقتم إلى القاهرة ويطلق نجاة، ويقتحم سعيد عملية مقايضة التمثال الأصلي بين ديفيد وفوزي ويُقتل عقب وصول الشرطة ويضيع التمثال بالبحر.                                                       |                  |               |